# Zamarada strigilecula
Zamarada strigilecula är en fjärilsart som beskrevs av Fletcher 1974. Zamarada strigilecula ingår i släktet Zamarada och familjen mätare. Inga underarter finns listade i Catalogue of Life.